# 奧蘭加巴德縣
奧蘭加巴德縣是印度的一個縣，位於該國東北部，由比哈爾邦負責管轄，面積3,305平方公里，2011年人口2,511,243，成人識字率57.03%，人口密度每平方公里760人。